# Wilhelm Killing
Wilhelm Killing (Burbach, 10 maggio 1847 – Münster, 11 febbraio 1923) è stato un matematico tedesco, famoso per i suoi contributi nell'ambito della geometria non euclidea, i gruppi di Lie e l'algebra di Lie.
Killing studiò all'università di Münster e nel 1872 fu autore di una dissertazione sotto la guida Karl Weierstrass e Ernst Kummer a Berlino nel 1872. 
Iniziò la sua carriera cattedratica al "Collegium Hosianum" di Braniewo, dove peraltro in seguito assunse la posizione di rettore. 
Nel 1886 entrò a far parte del "Terzo ordine francescano"

## Ricerche nella fisica
Oltre ai suoi numerosi studi matematici, Killing è ricordato anche per i suoi apporti allo studio della teoria del potenziale in spazi non euclidei. Diversamente da altri matematici e fisici del suo tempo, Killing affrontò la tematica non con un approccio algebrico, bensì con un modello geometrico dello spazio. Il suo obiettivo era di indagare il moto di un oggetto a cui si applica una forza centrale, e più universalmente, il moto dei pianeti. Per fare questo estese la legge di Newton a uno spazio non euclideo. Killing, pur partendo da premesse geometriche, arrivò a individuare la trasformazione delle coordinate che è una della basi portanti della teoria della relatività ristretta di Einstein.